# توموكو تاباتا
توموكو تاباتا (باليابانية: 田畑智子) هي ممثلة يابانية، ولدت في 26 ديسمبر 1980 في اليابان.

## أعمال

### أفلام
- (2013) حكاية الأميرة كاغويا[6]

### مسلسلات
- ليغل هاي

## وصلات خارجية
- توموكو تاباتا على موقع IMDb (الإنجليزية)
- توموكو تاباتا على موقع ألو سيني (الفرنسية)
- توموكو تاباتا على موقع أول موفي (الإنجليزية)
- توموكو تاباتا على موقع قاعدة بيانات الأفلام السويدية (السويدية)
- توموكو تاباتا على موقع قاعدة بيانات الفيلم (الإنجليزية)
- توموكو تاباتا على موقع كينوبويسك (الروسية)